# Dalila Alibasic
Dalila Marina Pärla Alibasic, född 18 november 1999 i Tibro församling, är en svensk politiker (moderat). Från mars 2019 till mars 2020 var hon riksordförande för Moderat skolungdom. Hon var senare även ledamot i Moderata Ungdomsförbundets förbundsstyrelse, invald på eget mandat, från november 2020 till november 2024. 
Alibasic är sedan september 2018 ledamot i kulturnämnden och ersättare i kommunfullmäktige i Värnamo kommun.
I november 2020 tillträdde Alibasic posten som politisk sekreterare för Moderaterna i Sundbyberg.